# Golfo do Alasca

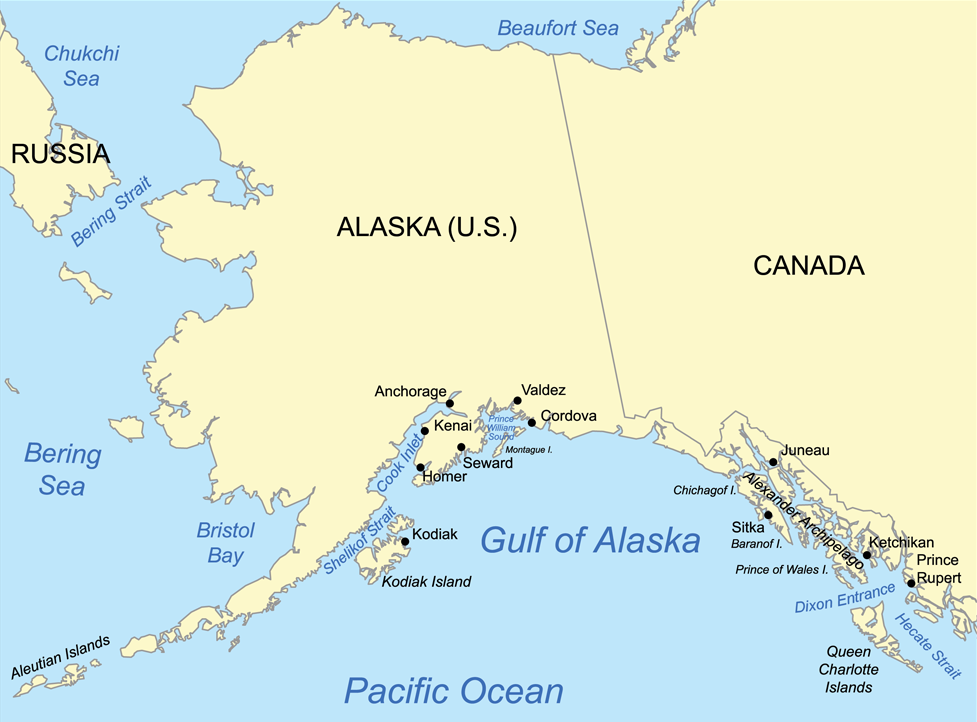
Alasca

O golfo do Alasca é um braço do oceano Pacífico definido pela curva da extremidade sul da costa do Alasca, que se estende desde a península do Alasca e ilha Kodiak a oeste até ao arquipélago de Alexander com até 1,500,000 km²
A totalidade da linha de costa deste golfo é uma combinação bastante acidentada de floresta, montanhas e vários glaciares de maré. Alguns dos maiores glaciares do Alasca, como o Malaspina e o Bering descarregam na planície costeira do golfo do Alasca. A costa ao longo do golfo é bastante irregular, com várias enseadas, baías e braços de mar, incluindo a baía de Lituya, o sítio onde ocorreu o maior tsunami registado até ao presente.
Meteorologicamente, o golfo do Alasca, é um grande gerador de tempestades. Além de despejarem grandes quantidades de gelo e neve no sul do Alasca, resultando em algumas das maiores concentrações a sul do círculo polar Ártico, muitas das tempestades deslocam-se para sul ao longo das costas da Colúmbia Britânica, Washington e Oregon. 